# أليستير بلير
أليستير بلير (16 نوفمبر 1904 - 20 نوفمبر 1984 في المملكة المتحدة) (بالإنجليزية: Alistair Blair)‏ هو لاعب كريكت بريطاني. شارك مع منتخب سريلانكا الوطني للكريكت. أما مع النوادي، فقد لعب مع Devon County Cricket Club ‏.

## وصلات خارجية
- أليستير بلير على موقع إي آس بي آن كريك إنفو (الإنجليزية)